# فرودگاه آبی الیفورد بی
فرودگاه آبی الیفورد بی (به انگلیسی: Alliford Bay Water Aerodrome) یک فرودگاه همگانی است که یک باند فرود آب دارد. این فرودگاه در کشور کانادا قرار دارد و در ارتفاع ۰ متری از سطح دریا واقع شده است.